# Ponsas
Ponsas – miejscowość i gmina we Francji, w regionie Owernia-Rodan-Alpy, w departamencie Drôme.
Według danych na rok 1990 gminę zamieszkiwało 430 osób, a gęstość zaludnienia wynosiła 159 osób/km² (wśród 2880 gmin regionu Rodan-Alpy Ponsas plasuje się na 1207. miejscu pod względem liczby ludności, natomiast pod względem powierzchni na miejscu 1664.).